# Distretto di Bulgan (Ômnôgov')
Il distretto di Bulgan è uno dei quindici distretti (sum) in cui è suddivisa la provincia dell'Ômnôgov', in Mongolia. Conta una popolazione di 2.395 abitanti (censimento 2009).